# Otto Eis
Otto Eis, né Otto Eisler le 19 mars 1903 à Budapest (Empire austro-hongrois) et mort le 14 janvier 1952 à Hollywood (États-Unis), est un écrivain et scénariste autrichien.

## Biographie
Otto Ei naît dans une famille juive de Budapest, qui faisait alors partie de l'Empire austro-hongrois. Il déménage en Allemagne, où il est employé dans l'industrie cinématographique allemande. Après la prise du pouvoir par les nazis en 1933, il s'installe en Autriche, mais doit fuir à nouveau en France à la suite de l'Anschluss. Il émigre ensuite aux États-Unis, mais a du mal à obtenir du travail à Hollywood bien qu'il ait écrit des scripts pour une poignée de séries B.
Otto Eis est le frère d'Egon Eis avec qui il a co-écrit le scénario du film Le Traître (1931).

## Filmographie partielle

### Scénariste
- 1931 : Le Traître de Karel Lamač et Martin Frič (basé sur The Squeaker d'Edgar Wallace)
- 1931 : Die Pranke (de) de Hans Steinhoff
  - 1931 : L'uomo dall'artiglio (en) de Nunzio Malasomma
- 1932 : Schuß im Morgengrauen d'Alfred Zeisler (d'après une pièce de Harry Jenkins)
  - 1932 : Coup de feu à l'aube de Serge de Poligny (d'après une pièce de Harry Jenkins)
- 1932 : Teilnehmer antwortet nicht de Rudolph Cartier et Marc Sorkin
- 1933 : L'Étoile de Valencia de Serge de Poligny
  - 1933 : Der Stern von Valencia d'Alfred Zeisler
- 1949 : Big Jack de Richard Thorpe

### Adaptations cinématographiques
- Prison sans barreaux, réalisé par Léonide Moguy (1938, d'après la pièce Gefängnis ohne Gitter)
- Prison Without Bars, réalisé par Brian Desmond Hurst (1938, d'après la pièce Gefängnis ohne Gitter)
- De l'eau pour Canitoga, réalisé par Herbert Selpin (1939, d'après la pièce Wasser für Canitoga)
- Prison Without Bars (1939, pièce télévisée, basée sur la pièce Gefängnis ohne Gitter)
- I Was a Prisoner on Devil's Island, réalisé par Lew Landers (1941, d'après l'histoire Southern Cross)
- La Dernière Ordonnance, réalisé par Rolf Hansen (1952, d'après la pièce Das letzte Rezept)

## Récompenses et distinctions
- (en) Otto Eis: Awards, sur l'Internet Movie Database